# Мухаджирство на Північному Кавказі

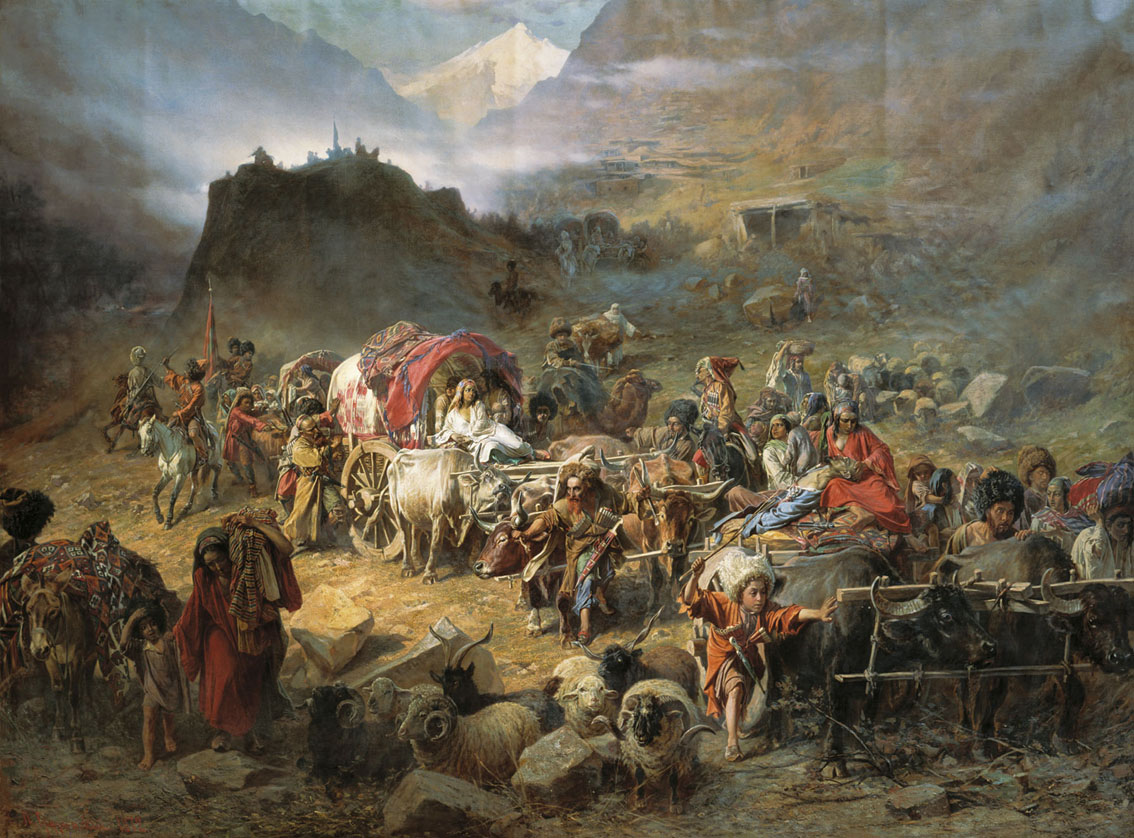
«Залишення горянами аула при наближенні російських військ», худ. П. Н. Грузинський, 1872

Мухаджирство на Північному Кавказі — мухаджирство значної частини мусульманського населення Північного Кавказу в Османську імперію. Особливо масового характеру набуло останні роки Кавказької війни (1817—1864) і відразу після її закінчення. У цей період — з 1858 по 1865 роки — виїхало близько півмільйона осіб. Однак факти переселень мали місце і до 1858, і після 1865 — аж до Першої світової війни (1914—1918). Оцінка загальної кількості переселенців сьогодні є предметом дискусій серед дослідників, максимальні припущення сягають 1 мільйона емігрантів-мухаджирів. Також мала місце велика рееміграція.
Причинами північнокавказького мухаджирства послужило безліч політичних, економічних, соціальних та релігійних факторів, викликаних завоюванням Кавказу Російською імперією. У ХІХ столітті мухаджирство значно змінило етнічну карту Північного Кавказу. Ще одним із результатів цієї масової еміграції стала поява північнокавказьких діаспор у деяких районах Анатолії, Болгарії, Єгипту, Йорданії, Месопотамії та Сирії.
С.-Е. Бадаєв заперечує правомірність застосування терміна «мухаджирство» до переселення кавказьких народів, оскільки цей термін має на увазі добровільне переселення з релігійних причин. Стосовно гірських народів це відповідає дійсності, оскільки вони були змушені до переселення політикою Російської імперії.

## Регіон та політична ситуація
Північний Кавказ опинився по дорозі територіально-політичної експансії Московського князівства після завоювання царем Іваном IV Астраханського ханства (1556). Крім Московського царства (пізніше Російської імперії), основними геополітичними гравцями, що мали претензії на Кавказ, були Османська імперія (з Кримським ханством) та Іран (Сефевідський, Афшаридський та ін.). У період північнокавказького мухаджирства — в XIX столітті — імперія Османа та Іран вже переживали період занепаду, а Росія навпаки, досягла значних військово-політичних успіхів. На початку століття вона здобула перемогу у двох Російсько-іранських (1804–1813 і 1826–1828) і двох Російсько-турецьких (1806–1812 і 1828–1829) війнах, лише Кримська війна (1853—1856) у середині століття дещо стримала російську експансію. Протистояння Росії з мусульманським рухом опору (мюридизмом) вилилося в Кавказьку війну (1817—1864), результатом якої став розгром теократичної держави Північно-Кавказький імамат та підкорення Росією гірських районів Північного Кавказу. Чергова Російсько-турецька війна (1877—1878) знову увінчалася перемогою Російської імперії.
В результаті низки російсько-іранських (1651—1911) і російсько-турецьких (1568—1918) воєн, а також Кавказької війни, фактично вирішилося питання про володарювання на Кавказі на користь Російської імперії. У XIX столітті тут було утворено Кавказьке намісництво (друге) із центром у Тифлісі. Для затвердження контролю над регіоном російською адміністрацією активно будувалися зміцнення та козацькі станиці, прокладалися просіки та дороги, влаштовувалися переправи, на території всього намісництва постійно йшла передислокація Імператорських військ. Також владою здійснювалися й різні масові переселення (наприклад, горців — на рівнини, ногайців — по приставствам, азовське, кубанське та терське козацтво — на землі горян та ногайців).

## Загальні відомості
Під тиском Російської імперії серед мусульманського населення Північного Кавказу почала набувати масового характеру своєрідна форма переселення — мухаджирство. Його зміст полягав у втечі мусульман з немусульманської держави; для північнокавказького регіону це була еміграція мусульман із чужої їм православної Росії, що захоплює північнокавказькі землі, у підданство одновірної Османської імперії. У Російській імперії це явище не було унікальним — у різні періоди мало місце мухаджирство до Османської Туреччини та інших захоплених імперією регіонів — наприклад переселення кримських татар з Криму або ногайців з Північного Причорномор'я. Також в історії є факт виходу населення з Північного Кавказу до Османської Туреччини, що не підпадає під визначення «мухаджирство» — еміграція православних старообрядців козаків — некрасівців з Кубані.
Масовий характер північнокавказьке мухаджирство прийняло останні роки Кавказької війни (1817—1864) і відразу після її закінчення. У цей період — з 1858 по 1865 роки — виїхало близько півмільйона осіб (офіційно 493 194 особи). Однак факти переселень, з різною інтенсивністю, мали місце і до 1858, і після 1865 — аж до Першої світової війни (1914—1918). Окремі випадки мухаджирства до масової еміграції часто траплялися під виглядом паломництва до Мекки.

### Позиція північнокавказької знаті
У ХІХ столітті правлячі кола різних державних утворень та впливові особи безлічі демократизованих спільнот Північного Кавказу ділилися на табори — прихильники експансії Російської імперії або противники; рух мухаджирства влаштовував обидві сторони. Прихильники Росії підтримували переселення, оскільки цю позицію насаджувала керівна ними російська адміністрація, а також через можливість захоплення земель переселенців. Деяким противникам Росії у радянській історичній науці приписувалися ідеї пантюркізму. Були й ті, хто засуджував від'їзд до Туреччини, в основному з економічних причин — північнокавказькі феодали позбавлялися своїх селян. Частина знаті сама емігрувала до Туреччини, часто забираючи із собою залежних селян та рабів.

### Позиция российского правительства
Уряди імператорів Олександра I (прав. у 1801—1825) і Миколи I (прав. 1825—1855) негативно ставилися до переселення мусульман з Росії і взагалі до того, що країну залишало якесь населення (факти виселення мусульман розбиралися і робилися спроби запобігти їм). Однак під час правління Олександра II (прав. 1855—1881) політика російського уряду змінилася — влада стала активно сприяти мухаджирству, зосередивши основні зусилля на Північно-Західному Кавказі. Одним із методів російської адміністрації було загострення питання про території проживання північнокавказців — їх або стискали в земельних наділах, або взагалі змушували переселятися на нові місця (переважно з гір на рівнини, в демілітаризаційних цілях). На території, що звільнилися, масово переселяли азовське і кубанське казацтво. Згідно Кавказскому наміснику, генерал-фельдмаршалу, князю А. Барятинському, «єдиний надійний засіб для міцного утвердження нашого панування в західному Кавказі є заняття гірського та передгірського просторів нашим озброєним козацьким населенням…». Підтримуючи ідею мухаджирства, російська влада широко вела серед мусульман агітацію (явну і таємну) із закликом переселення до Туреччини, часто підштовхуючи до від'їзду навіть цілком «замирені» селища.
У російському освіченому суспільстві XIX століття, в основному, сформувалося негативне ставлення до мухаджирства, оскільки багато освічених людей розглядали завоювання Кавказу не просто як захоплення територій, а як повноцінне включення його до складу імперії, що передбачало прийняття його населенням російського громадянства. Показово висловлене одним із авторів «Збірника відомостей про кавказьких горців» (1868) побажання про те, що «посилення час від часу епідемії переселення до Туреччини, ми сподіваємося, вилікується…». Деякими російськими дослідниками висувалися й економічні обґрунтування недоцільності мухаджирства для Росії, наприклад, російський історик, генерал-майор Р. Фадєєв вважав, що «дозволяючи горцям, що виселяються в Туреччину, вести масою своїх кріпаків, ми позбавляємо себе робочих рук, надзвичайно трудолюбних. ні в якому відношенні безпечних людей».

### Позиція уряду Османської Туреччини
Уряди султанів Махмуда II (прав. 1808—1839), Абдул-Меджіда I (прав. 1839—1861) і Абдул-Азіза I (прав. 1861—1876) всіма способами підтримував мухаджирський рух. Османська адміністрація давала згоду на прийом великих за чисельністю партій біженців і всіляко заохочувала мухаджирів прокламаціями, що містять різні обіцянки та релігійні гасла. Турецька адміністрація агітувала переселенців отриманням земельних наділів та грошової допомоги, а також декларуючи свободу віросповідання для мусульман у мусульманській Туреччині, а для тих, хто залишається в Росії, — небезпідставну загрозу примусового прийняття православ'я.

### Проблеми при переселенні
Незважаючи на те, що більшість мухаджиров емігрувала добровільно, багато хто з них не отримував жодних вигод від цього переселення, будучи приреченими в дорозі на голод і хвороби.

## Причини
Мухаджирство було наслідком колоніальної політики Російської імперії на Північному Кавказі, воно фактично здійснювалося завдяки підтримці російського уряду, але частково зумовлювалося й деякими незалежними від цієї політики причинами — економічними, соціальними та релігійними. Ряд дослідників, які вивчали це питання, відзначають складність і різноманіття причин північнокавказького мухаджирства.

### Політичні
- Населення Північного Кавказу отримало один із значних поштовхів до переселення в 1859 — подією для всього регіону став полон імама Шаміля; Північно-Кавказький імамат, як запорука майбутнього звільнення від російського ярма, був повалений. Багато північнокавказьких жителів «упали духом і зважилися залишити землю, приречену назавжди бути надбанням невірних»[15]. Ще одним найважливішим військово-політичним та економічним чинником було рішення російського уряду про переселення горян на рівнини. Цей демілітаризаційний захід також послужив однією з основних причин мухаджирства (напр. для західних адигів на Північно-Західному Кавказі)[16].
- Російський уряд вважав, що виселення частини північнокавказців прискорить підкорення регіону, «Кавказ позбавиться населення неспокійного і найменш здатного до заселення берегів Кубані» (зокрема цієї позиції дотримувалися Кавказький намісник, генерал-фельдмаршал, князь А. Барятинський і командир правим крилом Кавказької лінії, генерал-ад'ютант, граф Н. Євдокимов)[4]. Крім цього, російська адміністрація викликала невдоволення, що наявність нелояльного Росії міського населення дозволяло тут діяти іноземній розвідці. За А. Барятинським, «вона [Північно-Західна частина Кавказу] у мирний час служить терором таємних підступів іноземних агентів, які намагаються роздмухувати і підтримувати у горян ненависть до нас [Росії]»[17]. Також були побоювання, що у разі чергової Російсько-турецької війни Османська Туреччина використовує непокірне північнокавказьке населення на Кавказі — арені можливих військово-політичних подій[2]. А. Барятинський припускав, що «висаджування невеликого загону [турецьких] регулярних військ, можливе на всьому східному березі Чорного моря, послужить сигналом до загального повстання горян»[7].
- Уряд Османської Туреччини від імені мухаджиров отримувало значний військовий контингент, османська адміністрація намагалася розселяти переселенців по російсько-турецькому кордону, в такий спосіб зміцнюючи її вороже налаштованим до Росії населенням[12]. У Росії небезпідставно вважали, що мухаджир — це «людина, яка вирушає в мусульманське царство з тим, щоб бути ворогом Росії і за першої війни підняти на неї зброю …»[6].

### Економічні
- Основна частина населення Північного Кавказу займалася селянським господарством, і для нього було особливо важливим питання про землю. Однак, нова російська адміністрація саме це питання всіляко загострювала — або стискаючи північокавказців у їхніх особистих наділах, або змушуючи переселятися на нові території; останній факт, власне, і спричинив основну причину мухаджирства для багатьох місцевих жителів. Також, у період після закінчення військових дій, існувала деяка плутанина щодо російської адміністрації до питання про залежних селян і рабів, якими володіла північнокавказька знать. Часто чутки про наближення звільнення залежного стану змушували власників їхати разом із селянами і рабами до Туреччини[6]. Ймовірно, деякі не емігруючі представники знаті активно підштовхували населення до від'їзду, сподіваючись отримати землю, що звільняється[5].
- Російський уряд після виселення частини місцевого мусульманського населення отримував величезні земельні простори, необхідні імперії для заселення козацтвом і роздачі землі лояльної північнокавказької знаті[10][4]. Частково передбачалося заселяти рівнинні і передгірні землі, що звільнилися, гірським населенням, яке не поїхало до Туреччини, але яке було вирішено виселяти з гір[7].

### Соціальні
- Жителі Північного Кавказу мали складну соціально-родову структуру, різні за статусом і чисельністю суспільства мали тісні внутрішні зв'язки, які грали величезну роль життя місцевого населення. Це призводило до того, що за впливовою особою, яка вирішила мігрувати, нерідко піднімався весь рід[18]. Ще ціла категорія північнокавказців — залежні селяни та раби, що їхали разом із власниками, згідно з рішенням своїх панів. Знаті було надано достатнє свавілля з боку російської влади, щоб забирати з собою навіть тих, хто не бажали емігрувати (іноді селяни і раби погоджувалися переселятися «тільки для того, щоб не бути розпроданими в погані руки»)[6].
- Для Російської імперії завоювання Північного Кавказу принесло складнощі з адаптацією місцевого населення до початків російського підданства. Багато жителів регіону опинилися у російському підданстві не добровільно та негативно вживали різноманітних обмежувальних заходів російської влади. Особливо неприйнятною для північокавказців була можливість таких нововведень, як повна здача особистої зброї та рекрутські набори до Імператорської армії. Іноді достатньо було лише чуток про введення цих заходів, щоб підштовхнути людей до переселення з країни[19][11]. Проблемою стала і жорстокість російської адміністрації, її зловживання і злодійство[11], а також безчинства переселених сюди козаків (напр. про утиск козаками ногайців доповідав в 1814 генерал від інфантерії Н. Ртищев[20], пізніше Р. Фадєєв писав «про багато випадків вбивства і розбою, скоєних козаками над горцями» на Північно-Західному Кавказі[21]).

### Релігійні
- Жителі Північного Кавказу в XIX столітті, здебільшого, були прихильниками мюридизму — одного з напрямків у суфізмі. До середини століття, паралельно до мюридизму, набули популярності проповіді ще однієї релігійної течії — зикризму. Відповідно до Р. Фадєєва, саме завдяки впливу зикризму сформувалася тенденція до переселення до Туреччини[15]. Також серед російських дослідників висловлювалася і протилежна думка — ідеї зикризму займали деяких віруючих власними силами, а «думка про переселення до Туреччини і чутки про цю обітовану для горян землю почали помалу відволікати загальну увагу від старого релігійно-політичного питання [зикризму]».[22] Часто мухаджири наводили різні релігійні докази на користь свого від'їзду, наприклад, заявляли, що часи наближаються і їм потрібно бути ближче до Мекки. Причиною до від'їзду іноді служили містичні чутки, один з яких стверджував, «що намаз, що здійснюється на землі, якою володіють християни, не дійсний і не веде до порятунку»[15] або небезпідставний слух про можливе хрещення горян[11].
- Основна причина мухаджирства, що декларується російською імперською пропагандою, — релігійний фанатизм — такою не була. Показово думка даргинця Гаджі-Мурад Амірова, в щоденнику опублікованому в 1873 він просив звернути увагу на те, «хто саме переселяється до Туреччини — закоренілі фанатики, які мулли і кадії, або ж звичайні жителі …»[23] . Р. Фадєєв вказував, що черкеські кріпаки, що переселяються, «…пригнічений клас, який не знає майже зовсім мусульманської релігії»[6]. Згідно з дослідниками XX—XXI століть, причини мухаджирства набагато складніші і різноманітніші лише за релігійні[14].

## Національний склад

### Мухаджирство серед абхазо-адизьких народів
Серед абхазо-адизьких народів порівняно трохи пішло до Туреччини кабардинців. Найбільш масовим і тривалим було переселення абхазів, абазин та західних адигів. Після Кавказької війни західні адиги відмовилися від пропозиції російського уряду виселитися з гір на рівнини і віддали перевагу альтернативі — еміграції до Туреччини.

### Мухаджирство серед тюрків Північного Кавказу
Різні тюркські народи Північного Кавказу по-різному сприймали ідею еміграції до Туреччини, оскільки часом опинялися в однакових політично-економічних умовах. Наприклад, балкарці майже не переселялися, а ногайці навпаки — йшли з Росії у великій кількості.
Ногайці. Одними з перших північнокавказьких ногайців, що потрапили в підданство Московського царства, виявилися ногайські спільноти, що кочували під владою Тарківського шамхальства в Терсько-Сулакському міжріччі. В результаті Перських походів (1722—1723) російського імператора Петра I (прав. 1682—1725), Тарковське шамхальство було підпорядковане, однак, васальні шамхальства ногайці не відразу налагодили відносини з Росією. Першими висловили покірність імперії караногайці, потім аксаївські та костеківські ногайці, а ендіреївських підкорили силою. В 1735 Росія поступилася Сефевідському Ірану завойованими армією Петра I землі, запропонувавши ногайцям вибирати підданство самим, в результаті під владою Росії залишилися тільки караногайці, які повністю відкочували до 1736 року на урізану російську територію — до Кізляра.
Першим масовим переселенням ногайців в Османську Туреччину (і Кримське ханство) з-під влади захоплюючої все нові території Росії можна вважати вихід 1760-х років частин Єдисанської та Джамбуйлуцької орд (залишки колишньої Великої Ногайської орди). Переселення було пов'язане з черговою Російсько-турецькою війною (1768—1774) і проходило як на Північному Кавказі — вихід за Кубань, так і в Північному Причорномор'ї — вихід за Дніпро. Еміграції сприяла, з одного боку, робота турецько-кримських агітаторів, з іншого — політика гноблення ногайців урядом Російської імператриці Катерини II (прав. 1762—1796). У 1770-х роках російська адміністрація зуміла переконати реемігрувати більшу частину ногайців Єдисанської та Джамбуйлуцької орд, оскільки їхнє становище на території Кримського ханства було не кращим, а можливо і більш руйнівним, ніж під владою Росії. Повернулися ногайці на правий берег і верхів'я Кубані, а також на її притоки — Лабу і Зеленчук, на цих територіях вони сусідили зі спільнотами, які кочували тут ще з першої половини XVI століття, що входили до Малої Ногайської орди.
У 1771 році, після вторгнення в Крим, Росія утворила область з кримських татар і ногайців (включаючи території на Кубані) під владою Сахіб II Герая і своїм покровительством, а після Кючук-Кайнарджійського миру в 1774 ці території отримали незалежність. У цей період серед місцевого населення, у тому числі й ногайців, постійно спалахували антиросійські виступи, а після маніфесту Катерини II 1783 про приєднання до Росії Криму, Тамані та правобережжя Кубані, серед ногайських кубів посилилися хвилювання і вони знову почали переселення на турецькі території (Ногайське повстання 1783). Російський уряд вирішив силою перешкодити еміграції, і 29 вересня біля гирла Лаби відбулася битва російських військ під проводом генерал-поручика, графа О. Суворова з ногайцями, що перейшло в різанину, в якій загинуло близько 10 тисяч ногайців, у тому числі жінок і дітей.
У різні періоди серед ногайців на російській території діяли турецькі агітатори, після Бухарестського договору про мир 1812 вони активно розпалювали релігійну нетерпимість і схиляли до переселення до Туреччини, де ногайцям обіцяли землю і свободу віросповідання (нібито залишаються будуть змушені прийняти православ'я). У 1813 році 27 тисяч ногайців пішло в Османську імперію — на територію долини Кубані (Закубання), що частково контролювалося Туреччиною. Проте, переселення було спровоковано не турецькими агентами, а бездіяльністю уряду Олександра I (прав. 1801—1825), оскільки ногайці постійно зазнавали жорстокостей та образ з боку російської адміністрації на місцях. Відомі зловживання начальника одного з ногайських приставств Корнілова та командувача на Кавказькій лінії генерал-майора С. Портнягіна (обидва були за це згодом засуджені). Саме незвичайна жорстокість А. Портнягіна з якою він влаштовував самосуд над ногайцями і викликала їх обурення.

### Мухаджирство серед нахських народів
Інгуші майже не переселялися.

### Мухаджирство серед народів Дагестану
Мухаджирство мало місце серед дагестанців.

### Мухаджирство серед осетинських спільнот
У осетинів переселялися переважно представники Тагаурської, Куртатинської та Дігорської спільнот. Особливо сильно пустіли землі тагаурців та куртатинців. На сьогоднішній день у Туреччині, досі, стоять селища та мечеті, збудовані мухаджирами-осетинами.

## Чисельність мухаджиров
До 1860 майже всі горяни і ногайці між Кубанню і Лабою, а також невеликі спільноти між Лабою і Білою, переселилися до Туреччини.
Російською адміністрацією чисельність мухаджирів фіксувалася, але ці відомості були далеко не точними. Більше того, у військовий і післявоєнний час, на захоплених Росією територіях, чисельність населення, що навіть не виїхало, була відома приблизно. Наприклад, дані щодо місцевого населення Кубанської області від приставства, і дані від штабу командувача військ, іноді розходилися майже вдвічі. Місцевому начальству серйозна статистична робота була «далеко не під силу», а місцеві жителі часто занижували чисельність своїх аулів (якщо проходив слух про оподаткування податкою) або навпаки, завищували (якщо розраховували на наділення землею за кількістю показаних мешканців). «При замкнутості життя, що не допускає гостя проникнути далі кунацької … не можна було перевірити свідчень» зазначених місцевим населенням.
Загальна чисельність мухаджиров, що переселилися до імперії Османа після Кавказької війни, за даними М. Алексєєва, була такою:
- черкеські народи (адиги) — 870 тис.;
- убихи — 65 тис.;
- абхази та абазини — 80 тис.;
- ногайці — 70 тис.;
- чеченці — 60 тис.;
- інгуші та карабулаки — 35 тис.;
- кистинці та малхістинці — 10 тис.;
- осетини — 12 тис.;
- карачаївці та балкарці — 8 тис.

## Мухаджири в Османській імперії
Ставлення в Османській імперії до мухаджирів було різне, ймовірно, серед переселенців зустрічалися люди, які «не проти займатися промислами, забороненими Кораном [злочинами]», що часто викликало неприязнь до північнокавказьких вихідців серед місцевого населення.

## Рееміграція
Згодом, з різних причин значна частина мухаджирів поверталася назад до Росії, як писав сучасник цих подій, переселенці «натовпами починають тікати назад, з благаннями — селити їх де завгодно і як завгодно …».

## Наслідки
У ХІХ столітті мухаджирство змінило етнічну карту Північного Кавказу — у районах із найбільшим відпливом мусульманського населення значно, котрий іноді повністю, змінився національний склад. Для історії північнокавказького регіону XIX століття цей процес був досить значущим, поряд з такими факторами, як військові дії Російської імператорської армії в 40—60-ті роки, різні реформи російського уряду, що проводяться тут, міграція малоземельних міських спільнот на рівнину Передкавказзя, а також масові переселення на Північний Кавказ представників інших національностей.
Для країн, що входили до складу Османської імперії, результатом мухаджирства мусульманського населення Північного Кавказу стала поява північнокавказьких діаспор у деяких районах Анатолії, Болгарії, Єгипту, Йорданії, Месопотамії та Сирії.

## Історіографія
Питанням північнокавказького мухаджирства присвячені роботи Х. Лайпанова (1966) та А. Касумова (1967), а також розділ у праці Н. Волкової (1974).